# Josep de Bofarull i Gavaldà
Josep de Bofarull i Gavaldà (Reus, 24 d'abril de 1711 - Reus, 16 de març de 1779) va ser un comerciant català ennoblit per Carles III.

## Biografia
Fou el fundador del llinatge noble dels Bofarull de Reus i va ser el constructor del Palau Bofarull. Entre els seus descendents figuren Pròsper de Bofarull, director de l'Arxiu de la Corona d'Aragó, Manuel de Bofarull, també arxiver, Andreu i Antoni de Bofarull, escriptors i historiadors, Casimir de Bofarull, militar, i Ferran de Querol i de Bofarull, advocat i escriptor.
El seu pare, Pere Bofarull i Llagostera, boter, va ser perseguit i mort a Alcover pels arxiduquistes, i la seva mare, Teresa Gavaldà i Cabrer, pertanyia també a una família de botiflers. Això va possibilitar l'ennobliment de Josep de Bofarull, com va passar amb altres que havien defensat Felip V.
Josep de Bofarull es va fer ric amb el comerç de l'aiguardent, cosa que li facilità ocupar càrrecs a l'administració local. Va ser regidor vitalici de Reus durant nou anys, administrador de la Baronia de Mascalbó i subdelegat de Marina de Reus. Es va casar el 1732 amb Maria Miquel i Pagès, filla de Francesc Miquel, calderer de Reus. A partir de 1738 va adquirir propietats urbanes a Reus i propietats rústiques a Constantí, Tarragona i també a Reus. Vinculat a la Junta de Comerç de Barcelona, actuà de mecenes a Reus en la reconstrucció de l'Hospital de Pobres i en l'adequació del Port de Salou, on va fer construir una capella pels mariners i un refugi pels fusellers que perseguien el contraban. El 1760 obtenia el grau de ciutadà honrat de Barcelona, el 1772 el de cavaller amb escut d'armes propi, i el 1774 el de noble. Tots els títols li van ser atorgats per Carles III. El 1765 havia format una companyia de comerç amb els seus fills Josep i Francesc de Bofarull i Miquel, que es dedicava al comerç de seda, i tenia relació amb diversos ports del Centre i Sud Amèrica. Participava amb Pau de Miró i Claveguera en negocis de barca al port de Mataró, i compraven fusta de roure italià per fer bótes de vi. Va ser regidor degà a l'ajuntament de Reus diverses vegades i regidor municipal el 1741, 1745 i 1756. Va tenir diversos fills i filles, entre ells Josep de Bofarull i Miquel, comerciant, Casimir de Bofarull i Miquel i Gabriel de Bofarull i Miquel, militars, i Francesc de Bofarull i Miquel, també comerciant. Una filla, Rosalia de Bofarull i Miquel, es va casar el 1776 amb Miquel Joan de Taverner i de Còdol, fill de Bernadí Taverner i d'Ardena, 3r comte de Darnius, i de Maria Antònia de Còdol i de Tort. Una altra filla, Juliana de Bofarull i Miquel, es va casar amb Francesc Freixa i Veciana, ciutadà honrat i comerciant. Josep de Bofarull i Gavaldà va ser enterrat el 16 de març de 1779 a la capella de Santa Magdalena de l'església del convent dels franciscans reusencs. Un germà seu, el fill gran i hereu de Pere Bofarull, Bonaventura Bofarull i Gavaldà, saboner, nascut el 1703, va ser el cap de la branca no ennoblida dels Bofarull. Bonaventura es va casar el 1722 amb Paula Pàmies i Martí, filla d'un pagès, i el seu fill, Pere Bofarull i Pàmies, el seu net Bonaventura Bofarull i Nolla i el seu besnet Josep Bofarull i Ferrer van destacar tots com a homes de negocis. Una besneta, Teresa Bofarull i Ferrer, es va casar amb el comerciant Francesc Narcís Sunyer i Veciana.